# G.992.1
La recommandation G.992.1 de l'UIT-T définit le mode de fonctionnement et d'interaction des équipements de communication ADSL de première génération, souvent dénommés aujourd'hui sous le nom "ADSL1" (par opposition avec l'ADSL2 et l'ADSL2+).